# Никифорівська сільська рада
| Никифорівська сільська рада — орган місцевого самоврядування у Бахмутському районі Донецької області з адміністративним центром у с. Никифорівка. Сільській раді підпорядковані населені пункти: - с. Никифорівка - с. Діброва - с. Липівка - с. Федорівка Друга |

## Склад ради
Рада складається з 16 депутатів та голови.

## Керівний склад сільської ради
| ПІБ                          | Основні відомості                                                         | Дата обрання | Дата звільнення |
| ---------------------------- | ------------------------------------------------------------------------- | ------------ | --------------- |
| Кобзар Олексій Володимирович | Сільський голова, 1975 року народження, освіта, член Партії регіонів      | 26.03.2006   | 28.08.2008      |
| Точений Дмитро Сергійович    | Сільський голова, 1981 року народження, освіта, член Партії регіонів      | 15.03.2009   | 31.10.2010      |
| Точений Дмитро Сергійович    | Сільський голова, 1981 року народження, освіта вища, член Партії регіонів | 31.10.2010   |                 |

Примітка: таблиця складена за даними джерела